# Almargem do Bispo, Pêro Pinheiro e Montelavar
Almargem do Bispo, Pêro Pinheiro e Montelavar (llamada oficialmente União das Freguesias de Almargem do Bispo, Pêro Pinheiro e Montelavar) es una freguesia portuguesa del municipio de Sintra, distrito de Lisboa.

## Historia
Fue creada el 28 de enero de 2013 en aplicación de una resolución de la Asamblea de la República de Portugal promulgada el 16 de enero de 2013 con la unión de las freguesias de Almargem do Bispo, Montelavar y Pêro Pinheiro, pasando su sede a estar situada en la antigua freguesia de Almargem do Bispo.

## Demografía
| Gráfica de evolución demográfica de Almargem do Bispo, Pêro Pinheiro e Montalavar entre 2011 y 2021 |
| |
| Datos según el nomenclátor publicado por el INE portugués.                                          |